# 小学唱歌集
小学唱歌集（小學唱歌集、しょうがくしょうかしゅう）は、1879年に伊沢修二の主唱で創設された文部省音楽取調掛によって、学校教育用に編纂された唱歌集である。1884年（明治17年）にかけて順次出版された初編、第二編、第三編の全三編から構成されている。日本初の五線譜による音楽教科書である。
全91曲のうち、ドイツとアメリカの学校教材集に掲載されていた唱歌から旋律が採られたものが59曲で過半数を占めていた。次に多いのが賛美歌で、主に賛美歌として知られているものが12曲、賛美歌かつ世俗曲または唱歌としても知られているものまで含めると22曲であった。スコットランドまたはアイルランドの民謡は1割弱であった。日本人が作詞作曲したものは数曲であった。

## 曲目一覧

### 初編
| - 1 かをれ - 2 春山（はるやま） - 3 あがれ - 4 いはへ - 5 千代に（ちよに） - 6 わかの浦（わかのうら） - 7 春は花見（はるははなみ） - 8 鴬（うぐひす） - 9 野邊に（のべに） - 10 春風（はるかぜ） - 11 桜紅葉（さくらもみぢ） - 12 花さく春（はなさくはる） - 13 見わたせば（みわたせば） - 14 松の木蔭（まつのこかげ） - 15 春のやよひ（はるのやよひ） - 16 わが日の本（わがひのもと） - 17 蝶々（てふてふ） | - 18 うつくしき - 19 閨の板戸（ねやのいたど） - 20 蛍（ほたる） - 21 若紫（わかむらさき） - 22 ねむれよ子（ねむれよこ） - 23 君が代 - 24 思ひいづれば（おもひいづれば） - 25 薫りにしらるる（かをりにしらるる） - 26 隅田川 - 27 富士山（ふじのやま） - 28 おぼろ - 29 雨露（あめつゆ） - 30 玉の宮居（たまのみやゐ） - 31 大和撫子（やまとなでしこ） - 32 五常の歌（ごじょうのうた） - 33 五倫の歌（ごりんのうた） |

### 第二編
| - 34 鳥の聲（とりのこゑ） - 35 霞か雲か（かすみかくもか） - 36 年たつ今朝（としたつけさ） - 37 かすめる空 - 38 燕（つばめ） - 39 鏡なす - 40 岩もる水（いはもるみづ） - 41 岸の櫻（きしのさくら） | - 42 遊猟 - 43 み谷の奥 - 44 皇御國（すめらみくに） - 45 榮行く御代（さかゆくみよ） - 46 五日の風（いつかのかぜ） - 47 天津日嗣（あまつひつぎ） - 48 太平の曲 - 49 御寺の鐘の音（みてらのかねのね） |

### 第三編
| - 50 やよ御民（やよみたみ） - 51 春の夜 - 52 なみ風 - 53 あふけば尊し - 54 雲 - 55 寧楽の都（ならのみやこ） - 56 才女 - 57 母のおもひ - 58 めぐれる車 - 59 墳墓（ふんぼ） - 60 秋の夕暮（あきのゆふぐれ） - 61 古戦場（こせんぢやう） - 62 秋艸（あきくさ） - 63 富士筑波（ふじつくば） - 64 園生の梅（そのふのうめ） - 65 橘（たちばな） - 66 四季の月（しきのつき） - 67 白蓮白菊（はくれんはくきく） - 68 学び（まなび） - 69 小枝（さえだ） - 70 船子（ふなこ） | - 71 鷹狩（たかがり） - 72 小船（をぶね） - 73 誠は人の道（まことはひとのみち） - 74 千里の道（ちさとのみち） - 75 春の野 - 76 瑞穂（みづほ） - 77 楽しわれ（たのしわれ） - 78 菊（きく） - 79 忠臣（ちうしん） - 80 千草の花（ちぐさのはな） - 81 きのふ今日（きのふけふ） - 82 頭の雪（かしらのゆき） - 83 さけ花よ - 84 高嶺（たかね） - 85 四の時（よつのとき） - 86 花月（くわげつ） - 87 治る御代（をさまるみよ） - 88 祝へ吾君を（いはへわがきみを） - 89 花鳥（はなとり） - 90 心は玉（こころはたま） - 91 招魂祭（せうこんさい） |